# Aetholopus halmaheirae
Aetholopus halmaheirae là một loài bọ cánh cứng trong họ Cerambycidae.